# Jayaviravarman
Jayaviravarman (khmer:  ជយវីរវម៌្ម ) est un roi qui a régné sur l'Empire khmer, de 1002 à 1011 apr. J.-C.
L'origine de ce prince est incertaine: Selon Achille Dauphin-Meunier, il était le frère et successeur légitime d'Udayadityavarman Ier, qui vit s'élever les prétentions d'un usurpateur, Suryavarman Ier, mais qui réussit à se maintenir à Yaçodhapura. George Coedès, qui le considère comme un usurpateur, estime que Jayaviravarman était le prince de la cité de Tambralinga (Nakhon Si Thammarat en Thaïlande), et qu'il prend le pouvoir et règne à Angkor. M. J. Boisselier lui attribue le Ta Keo. En tout état de cause, Jayaviravarman disparait après une guerre civile de neuf ans. 